# Zespół przyrodniczo-krajobrazowy „Zespół Parków Kasprowicza-Arkoński”

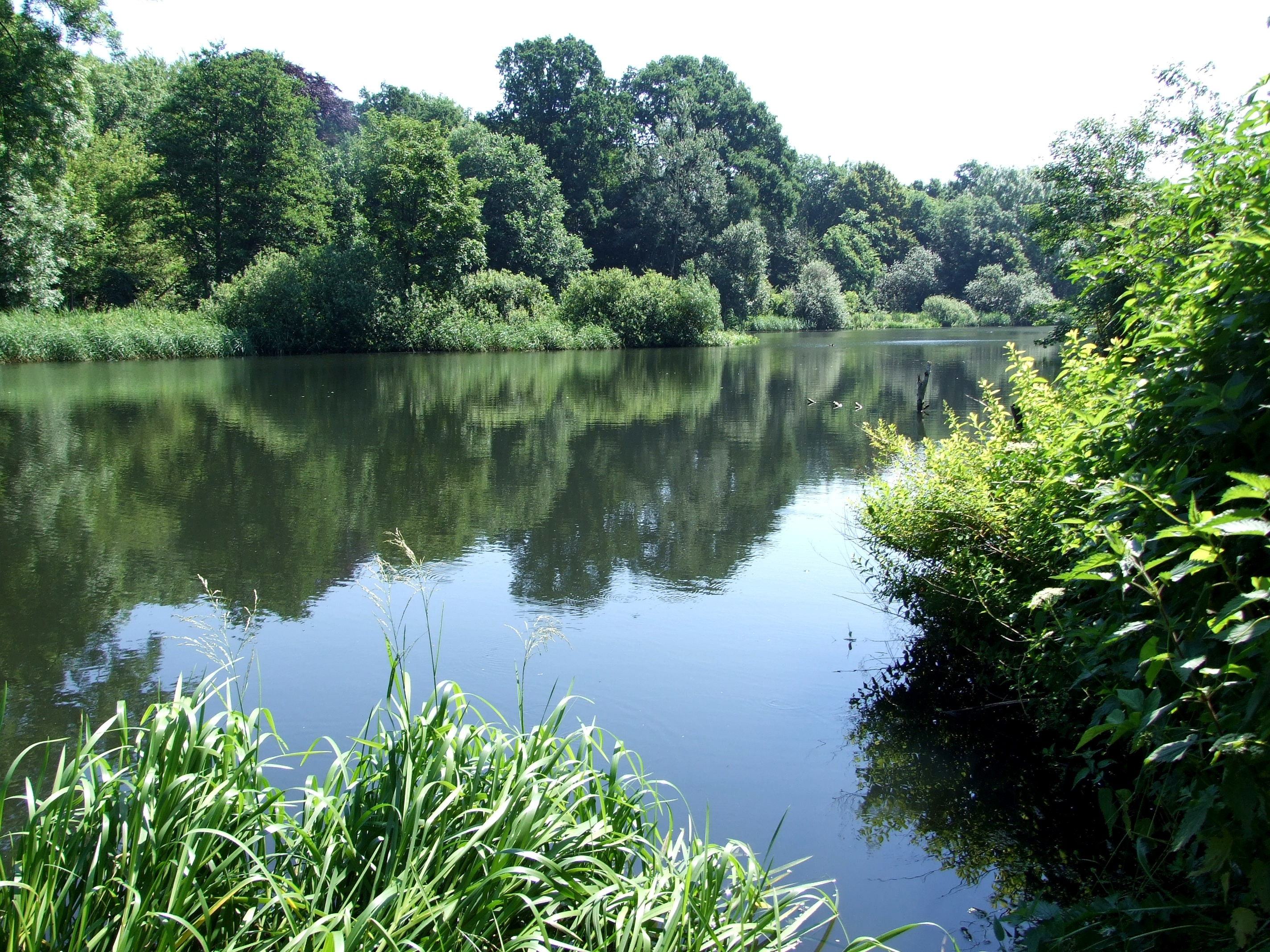
Syrenie Stawy w Lesie Arkońskim

Zespół przyrodniczo-krajobrazowy „Zespół Parków Kasprowicza-Arkoński” – zespół przyrodniczo-krajobrazowy w Szczecinie o powierzchni 91,69 ha. Jest położony na terenie dzielnic Śródmieście i Zachód, a w jego skład wchodzą części graniczących ze sobą Parku Kasprowicza i Lasu Arkońskiego.
Powołany został w celu ochrony i odtworzenia walorów krajobrazu kulturowego z elementami krajobrazu naturalnego Uchwałą Rady Miejskiej w Szczecinie nr L/708/94 z dn. 16 maja 1994 roku.